# Tepalcates (estación)
Tepalcates es una de las estaciones que forman parte del Metro de la Ciudad de México, perteneciente a la Línea A. Se ubica al oriente de la Ciudad de México, en la alcaldía Iztapalapa.

## Información general
El nombre de Tepalcates proviene de la colonia en la cual está construida la estación. El origen del término data de la existencia de un potrero llamado Tepalcates que perteneció a la Hacienda del Peñón Viejo durante el siglo XIX, así como de un canal con el mismo nombre. La palabra náhuatl tepalcatl significa trasto de barro. El icono representa una vasija prehispánica procedente de los estados mexicanos de Puebla o Tlaxcala.

## Salidas de la estación
- Norte: Calzada Ignacio Zaragoza y Calle General Esteban Baca Calderón, Colonia Juan Escutia.
- Sur: Calzada Ignacio Zaragoza casi esq. con Avenida Telecomunicaciones, Colonias Tepalcates y U. H. Guelatao de Juárez.

## Conexión con otros sistemas de transporte público
En el lado sur la estación cuenta con un Centro de Transferencia Modal (CETRAM), conocido coloquialmente como paradero. En este paradero tiene su terminal la línea 2 del Metrobús (Tepalcates-Tacubaya).

## Afluencia
El número total de usuarios para 2014 fue de 4,621,796 usuarios, el número de usuarios promedio para el mismo año fue el siguiente:
| Tipo de día   | Afluencia promedio |
| ------------- | ------------------ |
| Día festivo   | 6,659              |
| Día laboral   | 13,743             |
| Fin de semana | 10,564             |
| Anual         | 12,662             |

La siguiente tabla muestra la afluencia de la estación en los últimos 10 años:
| Afluencia Anual de Pasajeros | Afluencia Anual de Pasajeros | Afluencia Anual de Pasajeros | Afluencia Anual de Pasajeros | Afluencia Anual de Pasajeros | Afluencia Anual de Pasajeros |
| ---------------------------- | ---------------------------- | ---------------------------- | ---------------------------- | ---------------------------- | ---------------------------- |
| Año                          | Afluencia                    | A Diario                     | Ranking                      | Incremento                   | Ref.                         |
| 2023                         | 8,617,224                    | 23,608                       | 37°/195                      | +15.67%                      | [ 5 ]                        |
| 2022                         | 7,449,534                    | 20,409                       | 41°/175                      | +39.81%                      | [ 6 ]                        |
| 2021                         | 5,328,315                    | 14,598                       | 46/195                       | +6.88%                       | [ 7 ]                        |
| 2020                         | 4,985,092                    | 13,620                       | 58/195                       | -29.33%                      | [ 8 ]                        |
| 2019                         | 7,054,067                    | 19,326                       | 92/195                       | +11.71%                      | [ 9 ]                        |
| 2018                         | 6,314,510                    | 17,300                       | 104/195                      | +22.80%                      | [ 10 ]                       |
| 2017                         | 5,142,008                    | 14,087                       | 122/195                      | -17.62%                      | [ 11 ]                       |
| 2016                         | 6,241,923                    | 17,054                       | 107/195                      | +4.85%                       | [ 12 ]                       |
| 2015                         | 5,953,370                    | 16,310                       | 105/195                      | +10.27%                      | [ 13 ]                       |
| 2014                         | 5,399,036                    | 14,791                       | 112/195                      | +2.88%                       | [ 14 ]                       |